# Courcelles-sur-Vesle
Courcelles-sur-Vesle (vor 2009: Courcelles-sur-Vesles) ist eine französische Gemeinde mit 348 Einwohnern (Stand: 1. Januar 2022) im Département Aisne in der Region Hauts-de-France (frühere Region: Picardie). Sie gehört zum Arrondissement Soissons und zum Kanton Fère-en-Tardenois. Sie trägt das Croix de guerre 1914–1918.

## Geographie
Die Gemeinde Courcelles-sur-Vesle liegt 19 Kilometer südöstlich von Soissons am rechten Ufer der Vesle und der Route nationale 31 (zugleich Europastraße 46). Nachbargemeinden von Courcelles-sur-Vesle sind Cys-la-Commune und Saint-Mard im Norden, Dhuizel, Vauxtin und Paars im Osten, Quincy-sous-le-Mont und Limé im Süden sowie Braine und Brenelle im Westen. Zu Courcelles-sur-Vesle gehören die Ortsteile Le Mont Hasard, Crève-Coeur, Vauberlin und Le Château.

## Bevölkerungsentwicklung
| Jahr                       | 1962 | 1968 | 1975 | 1982 | 1990 | 1999 | 2006 | 2012 | 2021 |
| Einwohner                  | 227  | 260  | 227  | 222  | 270  | 295  | 321  | 365  | 344  |
| Quellen: Cassini und INSEE |      |      |      |      |      |      |      |      |      |

## Sehenswürdigkeiten
- 1690 bis 1694 errichtete Schloss Château de Courcelles, heute Luxushotel, mit bemerkenswertem Garten (Base Palissy IA02002255)
- alte Kirche in Vauberlin, 1927 teilweise als Monument historique eingetragen (Base Mérimée PA00115627)
- Die Kalvarienkapelle, 1929 als Monument historique eingetragen (Base Mérimée PA00115626)
- Pfarrkirche Saint-Pierre-Saint-Paul

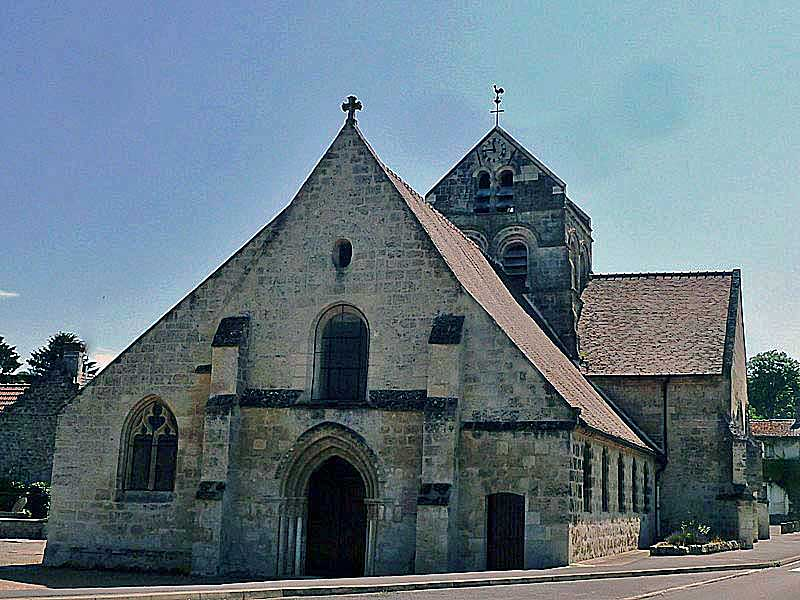
Kirche Saint-Pierre-Saint-Paul
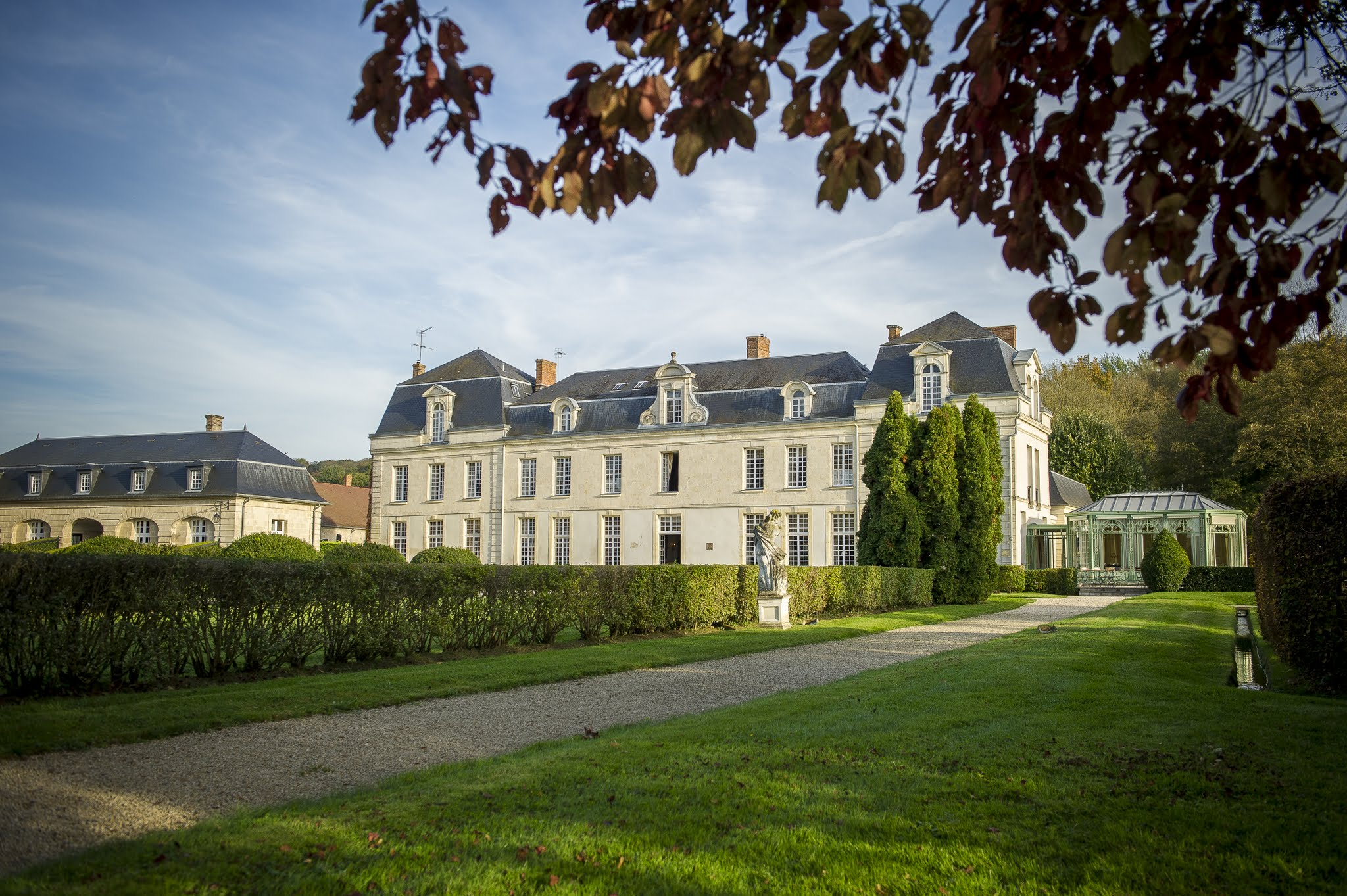
Château de Courcelles